# فرانز روزنتال
فرانز روزنتال أو روزنثال ( بالإنجليزية: Franz Kurt W. Rosenthal)، ولد في برلين بألمانيا لعائلة يهودية بتاريخ 31 أغسطس عام 1914 والتحق بجامعة هومبولت (Humboldt-Universität zu Berlin) في برلين عام 1932م حيث درس الحضارات واللغات الشرقية بها، ثم حصل على درجة الدكتوراه عام 1935م من نفس الجامعة تحت إشراف أستاذه Hans Heinrich Schaeder  وكانـــــت عن «لأبجدية التدمرية » : الأبجدية السامية المستخدمة في تدمر، ثم درس لمدة عام في فلورنسا بإيطاليا ثم أصبح معلما في معهد حاخامي في برلين، وفي عام 1938م أكمل دراسته في تاريخ الآرامية وحصل على جوائز من الجمعية الشرقية الألمانية لكن بعد العنف والاضطهاد الذي تعرض له اليهود من النازية في ألمانيا غادر في ديسمبر 1938م إلى السويد حيث تمت دعوته من خلال مكاتب مؤرخ الأديان السويدي H.S. Nyberg  ومن هناك تحول إلى إنجلترا في أبريل 1939م ثم  إلى الولايات المتحدة الأمريكية عام 1940م ليعمل أستاذاً للغات السامية في كلية الاتحاد العبري : المعهد اليهودي للأديان (HUC) في سينسيناتي بولاية أوهايو.
أصبح مواطنًا أمريكيًا في عام 1943م وعمل أثناء الحرب العالمية الثانية على ترجمات من اللغة العربية لمكتب الخدمات الإستراتيجية في واشنطن العاصمة.
درس اللغة العربية في جامعة بنسلفانيا عام 1948، شغل منذ عام 1956م منصب أستاذ كرسي في وقف Louis M. Rabinowitz للغات السامية في جامعة ييل Yale University حتي عام 1967، عين أستاذا فخريا للغة العربية وباحثا في الأدب العربي والإسلام في جامعة ييل Yale University من1967م إلى 1985.
قام بترجمة وتحقيق مقدمة ابن خلدون، وله مؤلفات مستفيضة في دراسة الحضارة الإسلامية منها:
- مناهج العلماء المسلمين في البحث العلمي.
- تحقيق مقدمة ابن خلدون.
- تاريخ الطبري.
- مفهوم الحرية في الإسلام قبل القرن التاسع عشر
- انتصار المعرفة: مفهوم المعرفة في إسلام العصور الوسطى
- تحقيق وترجمة تاريخ ابن جرير الطبري
- دراسة عن الفكاهة والنكات في بدايات الإسلام
- قواعد اللغة الآرامية التوراتية
- كتيب في اللغة الآرامية
- عشبة الحشيش عند المجتمع الإسلامي في العصور الوسطى
- أحلى من الأمل: شكوى وأمل في الإسلام في العصور الوسطى
- المقامرة في الإسلام
- الانتحار في الإسلام
- الفرد مقابل المجتمع في الإسلام في العصور الوسطى ( يغطي الدراسات والمقالات حول التوترات والصراعات بين الأفراد والمجتمع باعتبارها محور دراسته للتاريخ الاجتماعي الإسلامي )  وكانت يكتب مؤلفاته بالألمانية والإنجليزية وترجمت للعربية والروسية والتركية.

## وفاته
توفي في 8 أبريل 2003م في مدينة نيو هيفن  في ولاية كونيكتيكوت أو بلدة نورث برانفورد في ولاية كونيكتيكوت.  